# Archivio Veneto
L'Archivio Veneto è una rivista ufficiale di storia italiana fondata nel 1871 da Rinaldo Fulin, della Deputazione di Storia Patria per le Venezie di Venezia. Essa si focalizza sulla storia del Veneto e della Repubblica di Venezia.
L'Archivio Veneto comprende sei serie, vale a dire Archivio Veneto, 1871–1890 (80 fascicoli), Nuovo Archivio Veneto, prima serie, 1891–1900 (40 fascicoli), Nuovo Archivio Veneto, nuova serie, 1901–1921 (76 fascicoli), Archivio Veneto-Tridentino, 1922–1926 (10 fascioli), Archivio Veneto, serie V, 1927-2010, e dal 2011 Archivio Veneto, serie VI.
Ai saggi e recensioni si accede tramite cinque volumi di indice.